# ملتقى الإمارات للإبداع الخليجي
ملتقى الإمارات للإبداع الخليجي ملتقى سنوي يقام في بداية شهر ديسمبر من كل عام تزامنا مع احتفالات دولة الإمارات باليوم الوطني وينظمه اتحاد كتاب وأدباء الإمارات، يشارك في الملتقى أدباء يمثلون دول مجلس التعاون الخليجي إضافة إلى دولتي العراق واليمن، اطلقت الدورة الأولى منه في الفترة من 5 - 8 ديسمبر 2010 في إمارة الشارقة.

## الأمانة العامة
للملتقى أمانة عامة تقوم بتحديد مواضيع كل دورة ومحاورها وتقوم باختيار الوفود إما بشكل مباشر أو عن طريق ترشيحهم من مؤسسة أدبية، والأمانة العامة مكونة من السادة:
1. أسماء الزرعوني - الأمين العام للملتقى
2. إبراهيم الهاشمي - عضو الأمانة العامة
3. إسلام أبو شكير - عضو الأمانة العامة
4. طلال سالم - عضو الأمانة العامة
5. عبد الفتاح صبري - عضو الأمانة العامة
6. محمد المزيني - عضو الأمانة العامة
7. نجيب الشامسي - عضو الأمانة العامة

## الدورة الأولى
أقيمت الدورة الأولى من الملتقى خلال الفترة من 5 - 8 ديسمبر 2010 في إمارة الشارقة في دولة الإمارات، شارك فيها فقط دول مجلس التعاون الخليجي.

### محاور الدورة الأولى

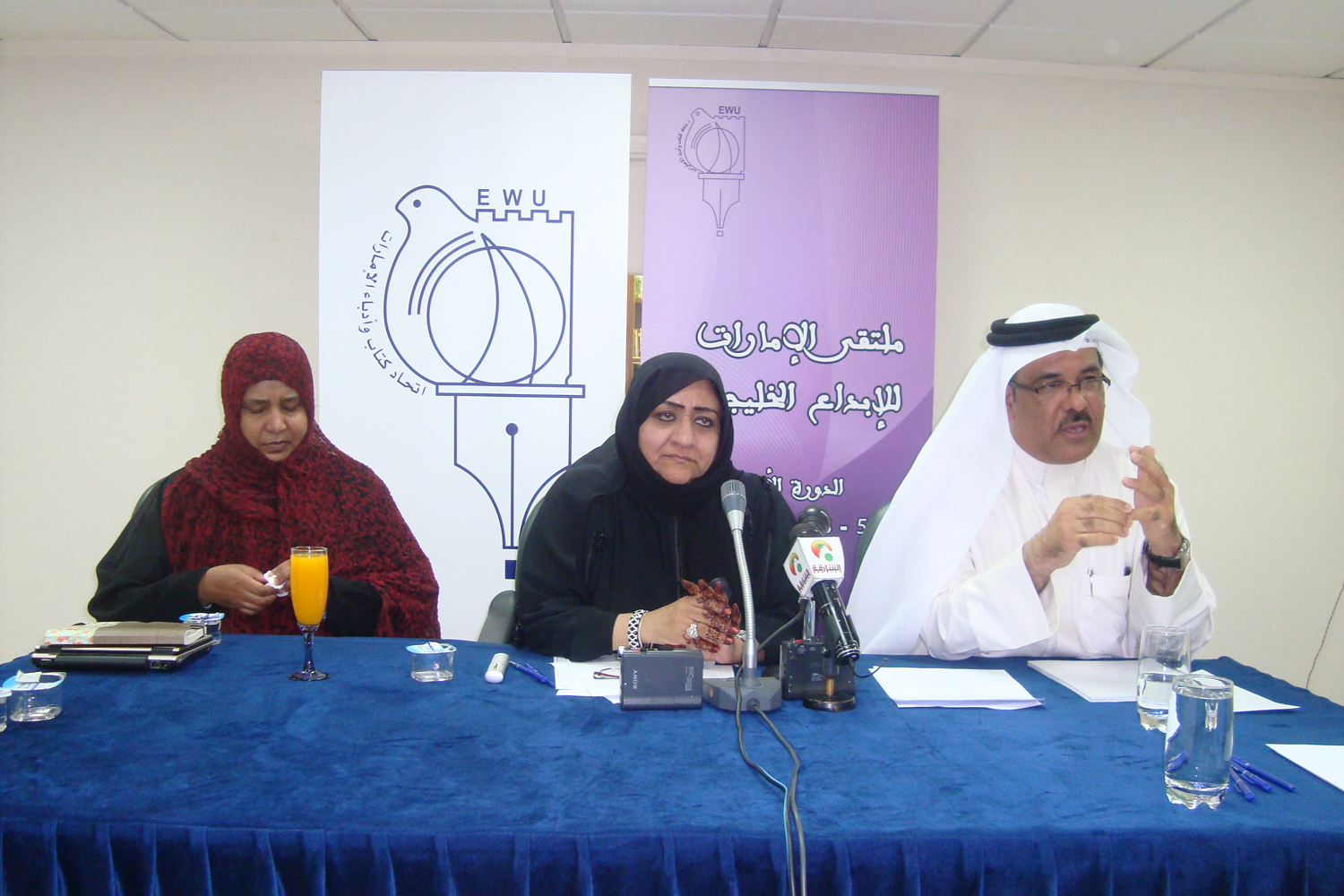

كانت الدورة الأولى قد استقبلت قصاصين وشعراء ونقاد ومن كل الأجناس الأدبية ولم يكن محور الدورة الأولى مرتكزا على أحد الأجناس وكان محور إحدى الندوات التي صاحبت الملتقى «المشهد الثقافي والأدبي الخليجي».

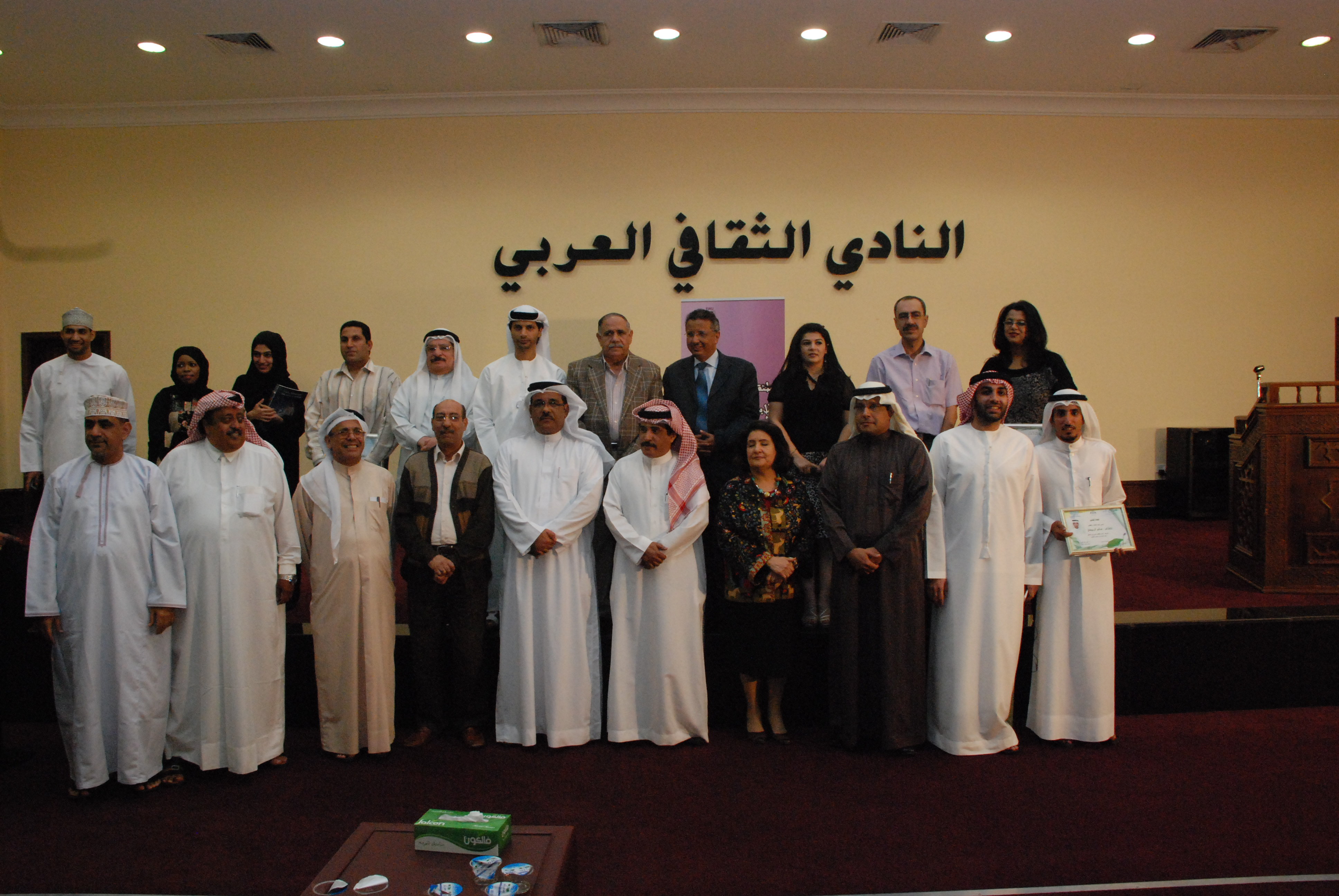

### ختام الملتقى والتوصيات
وجه المشاركون في ملتقى الإمارات للإبداع الخليجي الذي نظمه اتحاد كتاب وأدباء الإمارات برقيتي شكر وامتنان إلى كل من الشيخ خليفة بن زايد آل نهيان رئيس الدولة، وسمو الشيخ سلطان بن زايد آل نهيان ممثل رئيس الدولة لرعايتهما الكريمة لملتقاهم الذي استضافته أرض الإمارات الطيبة على مدى أربعة أيام.
جاء ذلك في الجلسة الختامية للملتقى التي انعقدت في النادي الثقافي العربي في الشارقة الأربعاء 8/12/2010، وفيها تلا الناقد والباحث السعودي د. سلطان القحطاني لائحة التوصيات التي أقرتها لجنة مشكلة لهذا الغرض برئاسة الروائية والقاصة الإماراتية أسماء الزرعوني، وجاء في هذه التوصيات أن يكون لكل دورة من دورات الملتقى محور معين، واختار المشاركون أن يكون محور الدورة المقبلة في مجال القصة القصيرة، وأشاروا بضرورة وضع لائحة داخلية للملتقى تتضمن شعاراً دائماً له، وأن تخضع البحوث المقدمة للنظر من قبل متخصصين قبل إقرارها، كما أوصوا بأن تستضاف في كل دورة شخصية تمثل المحور الذي تحمل الدورة عنوانه، لتكون شخصية العام.

## الدورة الثانية
أقيمت الدورة الثانية من الملتقى خلال الفترة من 6 - 8 ديسمبر 2011 في إمارة الشارقة في دولة الإمارات، شارك فيها دول مجلس التعاون الخليجي بالإضافة إلى دولتي العراق واليمن.

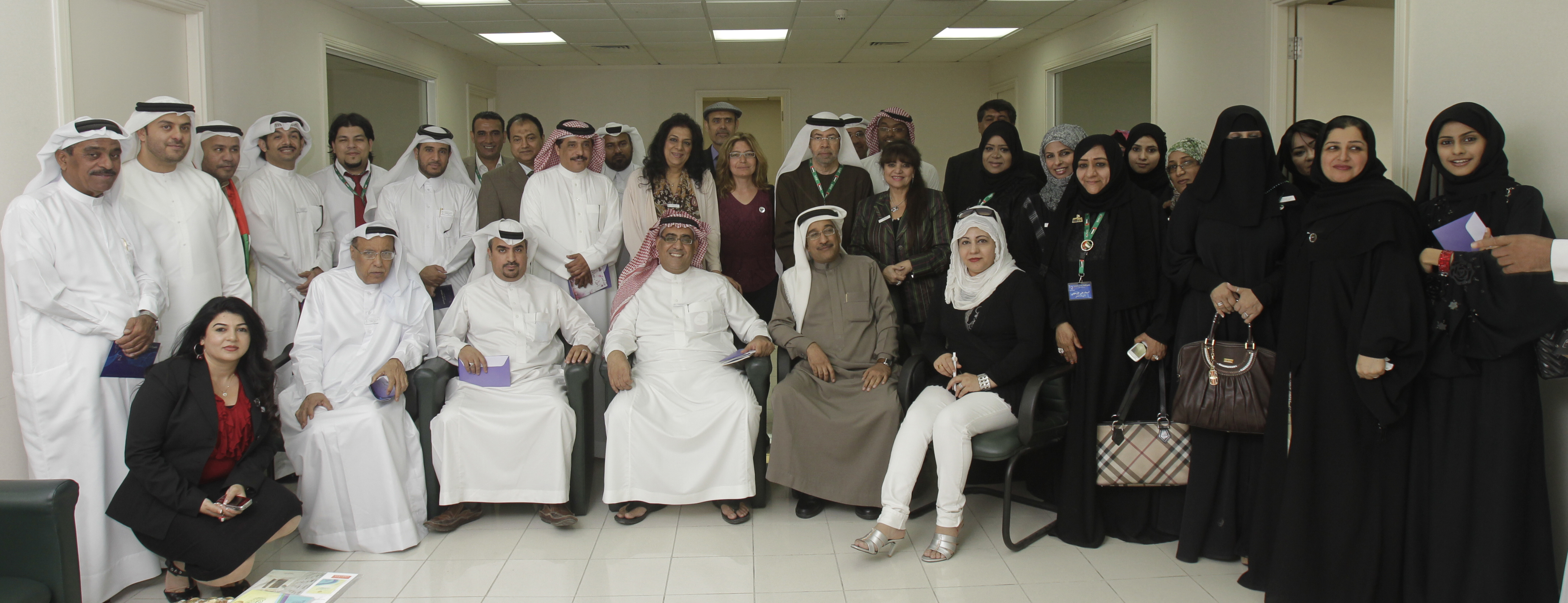

### محاور الدورة الثانية
القصة الخليجية وتحولات الألفية الثالثة
المحور الأول: «الفن وتحولاته»
خلخلة المفاهيم التقليديّة في الفنّ القصصيّ
القصة بين بناء المستقبل والعلاقة بالواقع
حدود فنّ القصّة والانفتاح على الأجناس الأخرى
المحور الثاني: «المجتمع وتحولاته»
القصة القصيرة الخليجية في ضوء تحولات الألفية
القصة من حدود المكان إلى آفاق المشترك الإنساني
القصة القصيرة: سؤال المستقبل في ظل التغيرات التكنولوجية

### ختام الملتقى والتوصيات
خلال الجلسة الختامية للملتقى التي انعقدت في جمعية دبا الفجيرة للثقافة والفنون والمسرح مساء الخميس 8/12/2011 تلا الناقد العراقي فاضل ثامر تقرير لجنة التوصيات المنبثقة عن أعمال الملتقى، والمؤلفة من (الأديبة الإماراتية أسماء الزرعوني، والناقد العراقي فاضل ثامر، والناقد البحراني عبد الله خليفة، والروائي اليمني محمد الغربي عمران، والقاص السوري إسلام أبو شكير)، وجاء في التقرير:
(اجتمعت لجنة التوصيات المنبثقة عن أعمال الدورة الثانية لملتقى الإمارات للإبداع الخليجي، وتبادلت الرأي حول وقائع الملتقى، وانتهت إلى أنه كان خطوة جادة لتفعيل الحراك الثقافي في المنطقة العربية عامة، ومنطقة الخليج على نحو خاصّ، عبر إتاحة الفرصة أمام المثقفين والمبدعين للقاء والتواصل، مما سينعكس إيجاباً بالتأكيد على تجاربهم، ويغنيها، ويفتح أمامها آفاقاً جديدة.
وقد لفت نظر اللجنة وسائر الأدباء والمبدعين المشاركين في الملتقى حفاوة الاستضافة، وحسن التنظيم، كما استرعى انتباهها الحرص على وجود تمثيل مناسب لجميع أجيال المبدعين، واتجاهاتهم، ومدارسهم الفنية، إضافة إلى التغطية الإعلامية الناجحة التي رافقت أعمال الملتقى وفعالياته.
وارتأت اللجنة بعد هذا كله أن تتقدم ببعض المقترحات التي تعتقد أنها قد تسهم في تعميق الدور الإيجابي للملتقى، وهي:
1ـ أن يتم اختيار إحدى الدول المشاركة لتكون ضيف شرف على الملتقى في كل دورة من دوراته المستقبلية، بحيث يسلط الضوء على تجربتها الإبداعية في المجال الذي يتصل بالمحور الذي يتبناه الملتقى في هذه الدورة.
2ـ تشدد اللجنة على ضرورة أن تكون ملخصات البحوث بين أيدي جميع المشاركين في الملتقى، وألا يقتصر ذلك على الإعلاميين فقط.
3ـ تشيد اللجنة بحرص منظمي المؤتمر على تخصيص وقت للمناقشة والتعقيبات، لكنها تقترح تكليف عدد من المهتمين بإعداد مداخلات مكتوبة ومعدة مسبقاً، بغرض الابتعاد ما أمكن عن عملية الارتجال والتسرع، بالإضافة إلى المناقشات المباشرة
4ـ تشدد اللجنة على أهمية توثيق البحوث والدراسات والنصوص المشاركة في كتاب يطبع بعد انتهاء أعمال الملتقى، وإرسال نسخ منه إلى المشاركين فيه، فضلاً عن توزيعه على المشاركين في الدورة الجديدة.
5ـ توصي اللجنة أيضاً بالعمل على استمرار انعقاد الدورات في أوقات منتظمة، بحيث يتحول الملتقى إلى تظاهرة ثقافية راسخة لها تقاليدها الخاصة بها.
6ـ العمل على إعداد برنامج مصاحب لأعمال الندوة يهدف إلى تعريف المشاركين بالمعالم الحضارية الكبرى في الدولة، ولا بأس هنا من طباعة بعض البروشورات، أو إنتاج أفلام قصيرة ترصد هذه المعالم.
ولا يسع اللجنة في النهاية إلا أن تتقدم بالشكر الجزيل لاتحاد كتاب وأدباء الإمارات ومعه جميع الجهات الداعمة على الجهود الرائعة لتي بذلت لإنجاح هذا الملتقى، ولا يفوتها كذلك أن تتقدم باسم جميع المشاركين بأسمى آيات التهنئة لدولة الإمارات قيادة وشعباً بمناسبة اليوم الوطني الأربعين، متمنية لمسيرة النهوض الحضاري التي تعيشها الدولة المزيد من التألق والرسوخ).

## الدورة الثالثة
الشارقة في 7 ديسمبر /وام/ اوصى المشاركون في الدورة الثالثة لملتقى الإمارات للإبداع الخليجي الذي نظمه اتحاد كتاب وأدباء الإمارات واختتم أعماله مساء امس بطباعة الأعمال المشاركة في كتاب يوضع بين أيدي المشاركين مسبقا ليصبح فيما بعد وثيقة إبداعية وأدبية يمكن العودة إليها والاستفادة منها.
ودعت التوصيات الى تنويع المحاور في الدورات القادمة مع التركيز على الموضوعات الدقيقة وطالبت بإضافة فقرة نقاشية في إحدى الجلسات تعتمد العصف الذهني لترصد بعدئذ في كتاب وبتخصيص وقت كاف يسمح للمشاركين بالاطلاع على معالم الإمارات السياحية والجمالية بما يكمل صورة النهضة الثقافية في الإمارات ويعززها ببعدها الحضاري الآخر.
ووافق المشاركون على اقتراح من الشاعر حبيب الصايغ رئيس مجلس إدارة اتحاد كتاب وأدباء الإمارات بإضافة فقرة تتعلق بتأسيس موقع إلكتروني خاص بالملتقى على الانترنت يتيح للمشاركين مواصلة التفاعل فيما بينهم مع إتاحة الفرصة للمهتمين بمتابعة الملتقى والمداخلة على أعماله وتوجيه الملاحظات والمقترحات ويمكن تحميل البحوث والنصوص المشاركة عليه وكذلك جميع الصور والأفلام والشرائط السمعية.
وضمت لجنة التوصيات المنبثقة عن الملتقى الأدباء إبراهيم أبو طالب وأحمد عبد الحسين وإسلام أبو شكير والدكتور سالم خدادة والدكتور سعيدة بنت خاطر.
وألقت أسماء الزرعوني نائب رئيس مجلس إدارة الاتحاد الأمين العام للملتقى كلمة في الجلسة الختامية لإعمال الملتقى التي استضافتها مؤسسة سلطان العويس الثقافية بدبي شكرت فيها المشاركين على جهودهم وأشادت بالمستوى الرفيع للأبحاث والنصوص التي قدمت في الملتقى.
وكانت مؤسسة العويس شهدت قبل اختتام الملتقى أمسية شعرية شارك فيها بن عزوز عقيل من الجزائر وإيمان أسيري من البحرين ونشمي مهنا من الكويت وعبد الرحمن الحربي من السعودية والدكتور سعيدة بنت خاطر من عمان وحمدة خميس من الإمارات.